# ライリー・スティール
ライリー・スティール（Riley Steele, 1987年8月26日 - ）は、アメリカ合衆国のポルノ女優。カリフォルニア州サンディエゴ出身。

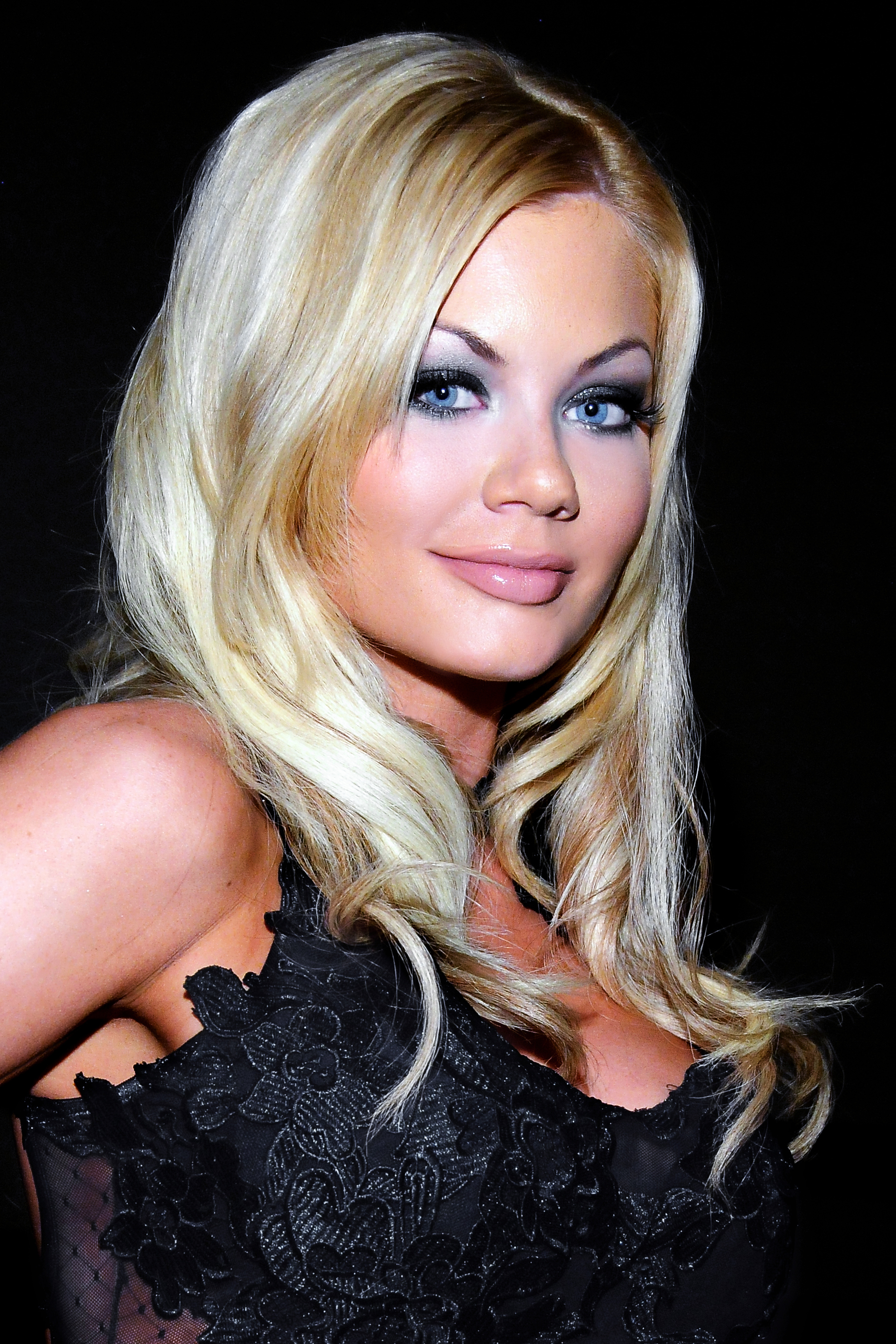
2015年 XBIZ Awards Showにて

## 経歴
2010年AVN最優秀新人賞にノミネートされた。

## 出演作品
- 最強ビッチになる方法
- ピラニア3D（クリスタル）
- パイレーツ・オブ・アイランド